# Dispersion chromatique
Dans les fibres optiques, la dispersion chromatique, correspondant aux variations de temps de propagation des diverses longueurs d'onde, est l'un des facteurs limitant de la bande passante (les autres étant la dispersion intermodale et la dispersion par polarisation).

## Définition
Elle est définie comme la dérivée du temps de propagation d'un signal quasi-monochromatique sur une unité de longueur en fonction de la longueur d'onde : {\displaystyle {\frac {\mathrm {d} \tau _{g}}{\mathrm {d} \lambda }}}, où τg est le temps de groupe, soit l'inverse de la vitesse de groupe, et λ la longueur d'onde. On l'exprime ainsi souvent en ps/(nm.km).

## Conséquences pour les transmissions
Comme des signaux de longueurs d'onde différentes se propagent alors à des vitesses différentes, la dispersion chromatique provoque entre autres, un élargissement des impulsions envoyées dans les fibres — qui ne sont pas rigoureusement monochromatiques — qui peuvent alors se superposer, ce qui empêche leur décodage. Cela provoque une interférence entre symboles.
De plus, des signaux multiplexés sur la même fibre ne se propagent pas à la même vitesse à cause de la dispersion chromatique et leur réception est donc décalée.
Dans les fibres utilisées actuellement en télécommunications, il n'y a pas de dispersion intermodale ; les seuls facteurs limitants sont l'atténuation et la dispersion chromatique : celle-ci devient particulièrement gênante.

## Dispersion chromatique suivant les types de fibres
Pour les fibres multimodes, la dispersion chromatique est négligeable par rapport à la dispersion intermodale, beaucoup plus importante.
Pour les fibres monomodes, les plus simples à produire et historiquement les plus utilisées (norme G.652) ont une dispersion nulle au voisinage de 1,3 μm de longueur d'onde, et d'environ 17 ps nm−1 km−1 au voisinage de 1,55 μm.
Comme l'atténuation est minimale au voisinage de 1,55 μm, on cherche à utiliser cette plage pour les transmissions à longue distance. Il est possible de fabriquer des fibres de dispersion s'annulant autour de 1,55 μm (fibres à dispersion décalée, décrites par la norme G.653), voire avec une dispersion presque nulle sur une large plage.

## Parades
On cherche à l'éviter dans une certaine mesure, ou sinon à la corriger, ce qui permet d'augmenter la bande passante pour les transmissions.
On peut utiliser soit des fibres à dispersion décalée, dont la dispersion est presque nulle pour la longueur d'onde utilisée, soit des fibres classiques auxquelles on adjoint un dispositif correcteur, par exemple une fibre dont la dispersion élevée compense celle de la ligne. Cette dernière méthode a l'avantage de permettre la réutilisation des réseaux préexistants.